# Nacidas para sufrir
Nacidas para sufrir és una pel·lícula espanyola de Miguel Albaladejo estrenada l'any 2009.
L'any 2010 va ser seleccionada per a participar en la secció Panorama del Festival Internacional de Cinema de Berlín, on optava al Premi Teddy, que s'atorga a una pel·lícula amb temàtica homosexual o transsexual.

## Argument
La Tía Flora (Petra Martínez) és una dona de 70 anys que sempre ha hagut de cuidar dels altres. Mai es va casar perquè en realitat mai va estar molt interessada en els homes, però això va fer que tots els familiars que anaven necessitant les cures d'altra persona sempre acabessin recorrent a ella.
Primer van ser els seus pares, amb els quals mai va deixar de viure, pel que atendre'ls fins a la mort d'ambdós no va deixar de ser la cosa més normal del món. Però després d'això va ocórrer que la seva única germana, bastant més jove que ella, que s'havia anat a la capital i allí havia format una família, també es va matar amb el marit en un accident de tràfic. Així que la Tía Flora es va trobar sola, soltera, cincuentona i amb tres nebodes d'entre 15 i 8 anys a les quals cuidar. Últimament, quan ja les noies s'havien fet grans i s'havien anat del poble, també li va tocar cuidar de la seva Tía Virtudes, soltera com ella i molt longeva.
Flora es va fer càrrec de l'anciana sense replicar però indignada pel fet que cap de les seves nebodes es plantegés la possibilitat de mudar-se de nou al poble per a ajudar-la.
Per la seva banda, les quatre nebodes van col·laborar de la forma que van trobar més assenyada: buscant a una altra dona que ajudés a la Flora i pagant-li perquè visqués amb ella i amb l'anciana. Aquesta dona és Purita, una autèntica santa: treballadora, submisa, callada, obedient... gairebé com una esclava. Purita (Adriana Ozores) no és del mateix poble que la família de Flora, ni tan sols de la mateixa regió, va venir de molt lluny a treballar en la verema i es va quedar per a sempre per aquelles terres.

## Repartiment
- Geli Albaladejo: Concejala
- Malena Alterio: Marta
- Ricard Borràs: Ciriaco
- Jorge Calvo: Cantant
- Ricardo Darín
- Marta Fernández Muro: Salvadora
- Empar Ferrer
- María Elena Flores: Tía Josefa
- Mariola Fuentes: Mariana
- Antonio Gamero: Don Dimas
- Patricia Gaztañaga
- Anne Igartiburu: ella mateixa
- Margarita Lascoiti
- Petra Martínez: Tía Flora
- Sneha Mistri: María Pilar
- Adriana Ozores: Purita
- Josele Román
- María Alfonsa Rosso: Madre Purita
- José María Sacristán
- Carlos Sobera: ell mateix
- Mari Franç Torres: Mari Carmen